# ترمز (کوهنوردی)

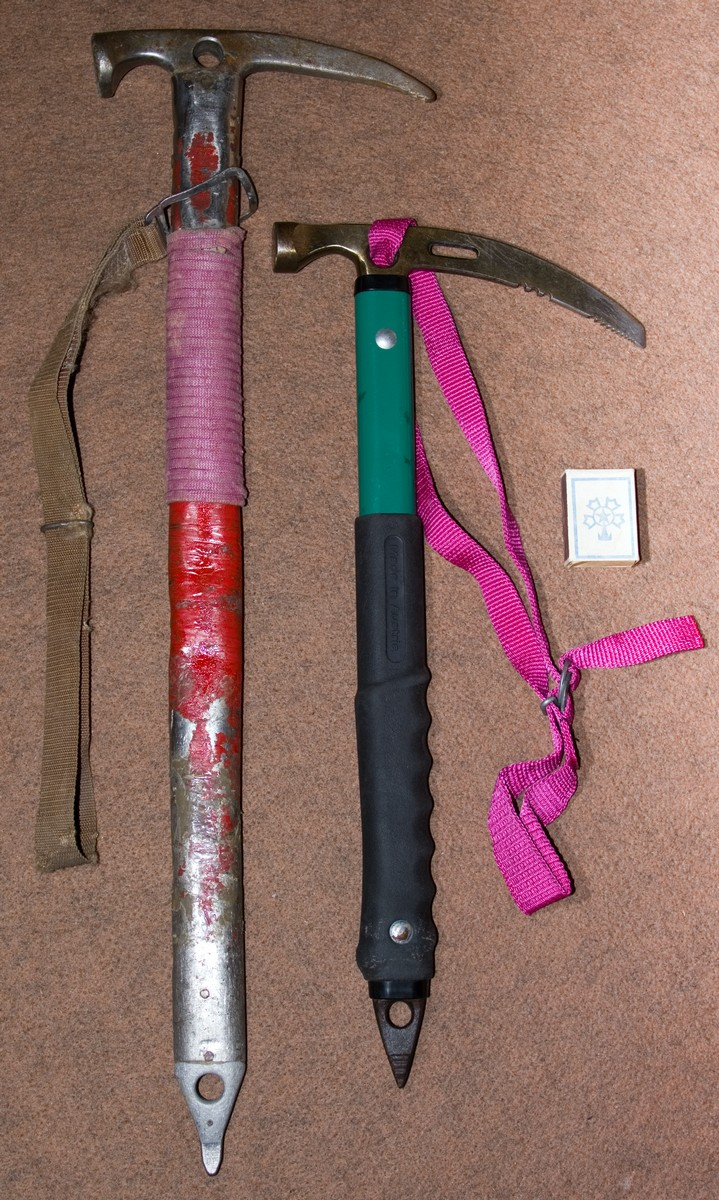
کلنگ کوهنوردی

ترمز کوهنوردی یا ترمز روی برف روشی است که در کوهنوردی که هنگامی که کوهنورد زمین می‌خورد و در شیب در حال سُر خوردن روی سطح برف یا یخ به سمت پایین است با کار گرفته می‌شود تا از ادامهٔ سر خوردن جلوگیری شود. در این روش از طناب استفاده نمی‌شود و یک روش انفرادی است که خود فرد باید خودش را متوقف کند. این تکنیک به وسیلهٔ کلنگ کوهنوردی، کفش‌های کوهنورد، پاها، زانوها و آرنج‌های کوهنورد انجام می‌شود. استفاده از کلنگ کوهنوردی می‌تواند احتمال مؤثر بودن روش را در برف‌چال‌ها، یخ‌چال‌ها و دهلیزها به طرز چشمگیری افزایش دهد.

## تکنیک ترمز
به طور کلی تکنیک ترمز کوهنوردی بر اساس انداختن وزن بدن بر روی کلنگ است. به طوری که ابتدا باید کوهنورد در حال سر خوردن بدن خود را هدایت کند به طوری که سر به سمت بالای شیب و شکم بر روی سطح قرار بگیرد (سر بالا - خوابیده به شکم). سپس در این حالت وزن را بر روی کلنگ متمرکز کند تا باعث توقف شود.

## موفقیت در ترمز
احتمال موفقیت در ترمز به سه عامل زیر وابسته است:
- زاویه شیب: هر چه زاویه شیب بیشتر باشد کار برای فرد در حال سُر خوردن سخت‌تر است. در شیب‌های خیلی تند ممکن است شانس ترمز صفر باشد.
- سختی شیب: هر چه جنس برف و یخ پوشش شیب سخت‌تر باشد ریسک شکست بالاتر خواهد بود.
- زمان: هر چه زمان از شروع سر خوردن سپری شود سرعت افزایش و شانس توقف کاهش می‌یابد و این مهم است که کوهنورد سریعاً اقدام به انجام تکنیک نماید.